# 太部古天神社
太部古天神社（たべこてんじんじゃ）は、岐阜県加茂郡川辺町にある神社。
美濃国賀茂郡式内社の太部神社の論社である。別の説によると、太部神社は同じ川辺町にある太部神社という。旧社格は村社。
毎年4月第2土・日曜日の例祭は太部古天神社祭礼といい、2両の山車が曳かれる。

## 概略
創建時期は不明。かつては太部神社、太部古天神と称していたという。後に菅原道真を合祀したという。
江戸時代は川邊村、石神村、鹿塩村、栃井村（現・川辺町の飛騨川西岸の地域）の産土神として、川邊総社とされていたという。明治以降は中川辺、西栃井の産土神とされている。

## 祭神
- 古天神
- 菅原道真
- 天照大御神

## 境内社
- 長野社
- 牛頭社
- 蛇毒社
- 白髭社

## 太部古天神社祭礼
- 江戸時代より伝わる祭礼。2両の山車が栃井神社から太部古天神社まで曳かれ、境内では獅子舞の奉納がある。
- 日曜日の午前6時には「酒買いの儀式」が行なわれる。これは祭礼の早朝、天神の使者「沛王」の面をかぶった氏子が獅子を伴って酒蔵へ行き、天神に捧げる酒を買う神事である。この儀式はすべて身振り手振りのパントマイムで行われる。
- 沛王は漢の高宗とも漢の武人の別名とも伝えられているが、詳細は不明である。沛王は、面（天狗の面に近いが鼻はあまり高くない）に注連縄状の帯を巻いた姿である。その姿は同じ川辺町内の阿夫志奈神社の例祭（阿夫志奈神社祭り）の蠅追男（猿田彦命を表しているという）に似ている。

## 文化財
- 酒買い儀式（町指定無形民俗文化財）[1]

## 交通機関
- 高山本線中川辺駅より徒歩5分